# ジェシナ
ジェシナ（仏: Gecina S.A.）は、フランス・パリに本拠を置く不動産投資（REIT）・管理会社。現在はパリのオフィスビル賃貸が中心事業であり、他にパリ首都圏地域での住宅賃貸を行っている。ユーロネクスト・パリ上場企業（Euronext: GFC ）。

## 沿革
第二次世界大戦後のベビーブーマー世代の成長を受け、フランス政府はパリ地域の住宅開発を促進するためにSIIと呼ばれる新たな法律を制定し、これに応える形で約20の不動産会社が新たに設立された。ジェシナはそのうちの一つとして1959年1月、Groupement pour le Financement de la Construction（GFC）の名称で設立された。この時期に設立された不動産企業はのちに合併し、そのうち1990年には12の企業が残ったが、1990年代前半の不動産不況を受けてさらに業界の再編が進み、GFCは1997年にFoncinaを、1998年にUnion Immobilier de FrancとLa Foncière Vendômeをそれぞれ買収、1999年には中規模のSefimegを、2003年にはSimcoを買収し、パリ地域の大手不動産会社へと規模を拡大した。なお、1998年12月、GFCとFoncinaを合成する形で、社名を現在のジェシナに改めている。2017年6月、同業のEurosicの株式の大半を買収した。
設立以降、住宅賃貸を専業として行ってきたが、1993年に商業用不動産の保有を開始し、現在はオフィスビルの賃貸が約8割となっている。保有不動産の多くはパリ市内と周辺地域が9割以上となり、パリ中心部と共に、高層ビルの並ぶラ・デファンス地区で多くのオフィスビル賃貸を行っており、他方リヨンなど地方都市における不動産保有は少数となっている。株主は長く関係を保つクレディ・アグリコルに加え、2015年以降はカナダ・ケベック州のIvanhoé Cambridgeやノルウェー中央銀行の出資が多くなっている。